# 요네하라 마리
요네하라 마리(일본어: 米原万里, 1950년 4월 29일 ~ 2006년 5월 25일)는 일본의 동시통역사이자 작가다. 아버지는 일본공산당의 간부이자 중의원 출신의 요네하라 이타루이다. 초등학교 3학년 때인 1959년 체코슬로바키아 프라하로 가족이 이사를 했다. 부모는 체코에서 3년 내지 길어야 5년 정도 머무를 것으로 예상했고, 체코어는 일본에 돌아간 후 계속 공부하기 힘들다는 이유로 딸을 러시아어로 가르치는 학교에 진학시켰다. 요네하라 마리는 중학교 2학년 때 일본으로 다시 돌아와 도쿄외국어대학 러시아어학과를 졸업하고, 도쿄대학 러시아어, 러시아문학 석사과정을 수료했다. 1980년에 설립된 러시아어통역협회에서 초대 사무국장을 맡았고, 1995년부터 1997년까지, 2003년부터 2006년까지 회장을 역임했다. 2006년 56세의 나이에 난소암으로 세상을 떠났다.

## 주요 저서
- 《팬티 인문학》(パンツの面目ふんどしの沽券), 치무마쇼보우, 2005, ISBN 4-480-81639-9
- 《프라하의 소녀시대》(嘘つきアーニャの真っ赤な真実), 카도가와분코, 2004, ISBN 4-04-375601-1

### 한국어 번역 저서
- 《마녀의 한 다스》(마음산책, 2007, ISBN 978-89-6090-063-9 03900)